# 슬로바키아 사회주의 공화국
슬로바키아 사회주의 공화국(슬로바키아어: Slovenská socialistická republika)은 현재의 슬로바키아에 있던 체코슬로바키아의 공화국이다. 슬로바키아 사회주의 공화국이라는 이름은 1969년 1월 1일부터 1990년 3월까지 사용되었다.
1968년에 일어난 프라하의 봄을 계기로 단일 국가였던 체코슬로바키아는 1968년 10월 28일에 《체코슬로바키아 연방에 관한 법률》이 제정면서 연방제 국가로 바뀌었다. 이 법률은 1969년 1월 1일을 기해 시행되었으며 체코 의회와 슬로바키아 국민의회가 신설되었다. 또한 체코슬로바키아 의회는 "체코슬로바키아 연방의회"라는 이름으로 바뀌었고 인민원(人民院)과 민족원(民族院)이 신설되었다.
1989년에 일어난 벨벳 혁명을 계기로 슬로바키아 사회주의 공화국은 슬로바키아 공화국이라는 이름으로 바뀌었다. 1993년 체코슬로바키아의 해체로 인해 슬로바키아는 독립 국가가 되었다.

## 같이 보기
- 체코 사회주의 공화국
- 체코슬로바키아 연방공화국